# Morgan Freeman: Mysterien des Weltalls/Episodenliste
Diese Episodenliste enthält alle Episoden der US-amerikanischen Dokumentar-Reihe Morgan Freeman: Mysterien des Weltalls, sortiert nach der US-amerikanischen Erstausstrahlung. Die Fernsehreihe umfasst acht Staffeln mit 62 Episoden.

## Übersicht
| Staffel | Episodenanzahl | Erstausstrahlung USA | Erstausstrahlung USA | Deutschsprachige Erstausstrahlung | Deutschsprachige Erstausstrahlung |
| Staffel | Episodenanzahl | Staffelpremiere      | Staffelfinale        | Staffelpremiere                   | Staffelfinale                     |
| ------- | -------------- | -------------------- | -------------------- | --------------------------------- | --------------------------------- |
| 1       | 8              | 9. Juni 2010         | 28. Juli 2010        | 20. März 2011                     | 14. Apr. 2011                     |
| 2       | 10             | 8. Juni 2011         | 10. Aug. 2011        | 15. Jan. 2012                     | 29. Feb. 2016                     |
| 3       | 10             | 6. März 2012         | 8. Aug. 2012         | 21. Apr. 2013                     | 13. Okt. 2013                     |
| 4       | 10             | 20. März 2013        | 31. Juli 2013        | 30. März 2014                     | 28. Sep. 2014                     |
| 5       | 10             | 5. März 2014         | 23. Juli 2014        | 4. Okt. 2015                      | 29. Nov. 2015                     |
| 6       | 6              | 29. Apr. 2015        | 3. Juni 2015         | 11. März 2016                     | 15. Apr. 2016                     |
| 7       | 4              | 30. Aug. 2016        | 20. Sep. 2016        | 17. Nov. 2017                     | 5. Jan. 2018                      |
| 8       | 4              | 25. Apr. 2017        | 16. Mai 2017         | 17. Nov. 2017                     | 5. Jan. 2018                      |

## Staffel 1
Die Erstausstrahlung der ersten Staffel war vom 9. Juni bis zum 28. Juli 2010 auf dem US-amerikanischen Sender Science Channel U.S. zu sehen. Die deutschsprachige Erstausstrahlung sendete der Pay-TV-Sender Discovery Channel vom 20. März bis zum 14. April 2011.
| Nr. (ges.) | Nr. (St.) | Deutscher Titel          | Originaltitel                       | Erstausstrahlung USA | Deutschsprachige Erstausstrahlung (D) |
| ---------- | --------- | ------------------------ | ----------------------------------- | -------------------- | ------------------------------------- |
| 1          | 1         | Gibt es einen Schöpfer?  | Is There A Creator?                 | 9. Juni 2010         | 14. Apr. 2011                         |
| 2          | 2         | Schwarze Löcher          | What Is A Black Hole?               | 16. Juni 2010        | 7. Apr. 2011                          |
| 3          | 3         | Sind Zeitreisen möglich? | Is Time Travel Possible?            | 23. Juni 2010        | 31. März 2011                         |
| 4          | 4         | Am Anbeginn der Zeit     | What Happened Before The Beginning? | 30. Juni 2010        | 20. März 2011                         |
| 5          | 5         | Ankunft auf der Erde     | How Did We Get Here?                | 7. Juli 2010         | 31. März 2011                         |
| 6          | 6         | Sind wir allein?         | Are We Alone?                       | 14. Juli 2010        | 20. März 2011                         |
| 7          | 7         | Bausteine des Lebens     | What Are We Really Made Of?         | 21. Juli 2010        | 7. Apr. 2011                          |
| 8          | 8         | Ewige Finsternis         | Beyond The Darkness                 | 28. Juli 2010        | 14. Apr. 2011                         |

## Staffel 2
Die Erstausstrahlung der zweiten Staffel war vom 8. Juni bis zum 10. August 2011 auf dem US-amerikanischen Sender Science Channel U.S. zu sehen. Die deutschsprachige Erstausstrahlung sendete der Pay-TV-Sender Discovery Channel vom 15. Januar bis zum 8. Oktober 2012.
| Nr. (ges.) | Nr. (St.) | Deutscher Titel                 | Originaltitel                         | Erstausstrahlung USA | Deutschsprachige Erstausstrahlung (D) |
| ---------- | --------- | ------------------------------- | ------------------------------------- | -------------------- | ------------------------------------- |
| 9          | 1         | Gibt es ein Leben nach dem Tod? | Is There Life After Death?            | 8. Juni 2011         | 15. Jan. 2012                         |
| 10         | 2         | Unendliches Universum           | Is There An Edge To The Universe?     | 15. Juni 2011        | 15. Jan. 2012                         |
| 11         | 3         | Was ist Zeit?                   | Does Time Really Exist?               | 22. Juni 2011        | 19. Jan. 2012                         |
| 12         | 4         | Dimension X                     | Are There More Than Three Dimensions? | 29. Juni 2011        | 26. Jan. 2012                         |
| 13         | 5         | Der sechste Sinn                | Is There A Sixth Sense?               | 6. Juli 2011         | 2. Feb. 2012                          |
| 14         | 6         | Parallel-Universen              | Are There Parallel Universes?         | 13. Juli 2011        | 29. Feb. 2016                         |
| 15         | 7         | Wie funktioniert das Universum? | How Does The Universe Work?           | 20. Juli 2011        | 9. Feb. 2012                          |
| 16         | 8         | Schneller als das Licht         | Can We Travel Faster Than Light?      | 27. Juli 2011        | 24. Sep. 2012                         |
| 17         | 9         | Ewiges Leben                    | Can We Live Forever?                  | 3. Aug. 2011         | 1. Okt. 2012                          |
| 18         | 10        | Wie sehen Aliens aus?           | What Do Aliens Look Like?             | 10. Aug. 2011        | 8. Okt. 2012                          |

## Staffel 3
Die Erstausstrahlung der dritten Staffel war vom 6. März bis zum 8. August 2012 auf dem US-amerikanischen Sender Science Channel U.S. zu sehen. Die deutschsprachige Erstausstrahlung sendete der Pay-TV-Sender Discovery Channel vom 21. April bis zum 13. Oktober 2013.
| Nr. (ges.) | Nr. (St.) | Deutscher Titel          | Originaltitel                  | Erstausstrahlung USA | Deutschsprachige Erstausstrahlung (D) |
| ---------- | --------- | ------------------------ | ------------------------------ | -------------------- | ------------------------------------- |
| 19         | 1         | Invasion der Aliens      | Will We Survive First Contact? | 6. März 2012         | 21. Apr. 2013                         |
| 20         | 2         | Homo sapiens 2.0         | Is There A Superior Race?      | 6. Juni 2012         | 28. Apr. 2013                         |
| 21         | 3         | Lebt das Universum?      | Is The Universe Alive?         | 13. Juni 2012        | 5. Mai 2013                           |
| 22         | 4         | Wer sind wir wirklich?   | What Makes Us Who We Are?      | 20. Juni 2012        | 19. Mai 2013                          |
| 23         | 5         | Das Nichts               | What Is Nothing?               | 27. Juni 2012        | 26. Mai 2013                          |
| 24         | 6         | Wiederauferstehung       | Can We Resurrect The Dead?     | 11. Juli 2012        | 6. Okt. 2013                          |
| 25         | 7         | Gut gegen Böse           | Can We Eliminate Evil?         | 18. Juli 2012        | 27. Okt. 2013                         |
| 26         | 8         | Das Unbewusste           | Mysteries Of The Subconscious  | 25. Juli 2012        | 20. Okt. 2013                         |
| 27         | 9         | Endet die Ewigkeit?      | Will Eternity End?             | 1. Aug. 2012         | 10. Juni 2013                         |
| 28         | 10        | Ist Gott eine Erfindung? | Did We Invent God?             | 8. Aug. 2012         | 13. Okt. 2013                         |

## Staffel 4
Die Erstausstrahlung der vierten Staffel war vom 20. März bis zum 31. Juli 2013 auf dem US-amerikanischen Sender Science Channel U.S. zu sehen. Die deutschsprachige Erstausstrahlung sendete der Pay-TV-Sender Discovery Channel vom 30. März bis zum 28. September 2014.
| Nr. (ges.) | Nr. (St.) | Deutscher Titel                 | Originaltitel                             | Erstausstrahlung USA | Deutschsprachige Erstausstrahlung (D) |
| ---------- | --------- | ------------------------------- | ----------------------------------------- | -------------------- | ------------------------------------- |
| 29         | 1         | Das Gottesteilchen              | Is There A God Particle?                  | 20. März 2013        | 14. Sep. 2014                         |
| 30         | 2         | Wann beginnt das Leben?         | When Does Life Begin?                     | 5. Juni 2013         | 13. Apr. 2014                         |
| 31         | 3         | Leben ohne Sonne                | Can We Survive The Death Of The Sun?      | 12. Juni 2013        | 6. Apr. 2014                          |
| 32         | 4         | Wie denken Außerirdische?       | How Do Aliens Think?                      | 19. Juni 2013        | 30. März 2014                         |
| 33         | 5         | Wird Sex aussterben?            | Will Sex Become Extinct?                  | 26. Juni 2013        | 28. Sep. 2014                         |
| 34         | 6         | Ist Gehirnspionage möglich?     | Can Our Minds Be Hacked?                  | 3. Juli 2013         | 4. Mai 2014                           |
| 35         | 7         | Sind Roboter unsere Zukunft?    | Are Robots The Future Of Human Evolution? | 10. Juli 2013        | 27. Apr. 2014                         |
| 36         | 8         | Was ist Realität?               | Is Reality Real?                          | 17. Juli 2013        | 11. Mai 2014                          |
| 37         | 9         | Haben wir einen eigenen Willen? | Do We Have Free Will?                     | 24. Juli 2013        | 7. Sep. 2014                          |
| 38         | 10        | Hat Gott die Welt erschaffen?   | Did God Create Evolution?                 | 31. Juli 2013        | 21. Sep. 2014                         |

## Staffel 5
Die Erstausstrahlung der fünften Staffel war vom 5. März bis zum 23. Juli 2014 auf dem US-amerikanischen Sender Science Channel U.S. zu sehen. Die deutschsprachige Erstausstrahlung sendete der Pay-TV-Sender Discovery Channel vom 4. Oktober bis zum 29. November 2015.
| Nr. (ges.) | Nr. (St.) | Deutscher Titel                                                    | Originaltitel                    | Erstausstrahlung USA | Deutschsprachige Erstausstrahlung (D) |
| ---------- | --------- | ------------------------------------------------------------------ | -------------------------------- | -------------------- | ------------------------------------- |
| 39         | 1         | Glauben Außerirdische an Gott? bzw. Ist Gott eine Idee von Aliens? | Is God An Alien Concept?         | 5. März 2014         | 15. Nov. 2015                         |
| 40         | 2         | Gibt es Glück?                                                     | Is Luck Real?                    | 12. März 2014        | 18. Okt. 2015                         |
| 41         | 3         | Ist Armut genetisch bedingt?                                       | Is Poverty Genetic?              | 4. Juni 2014         | 22. Nov. 2015                         |
| 42         | 4         | Wie bringt man eine Supermacht zu Fall?                            | How To Collapse A Superpower     | 11. Juni 2014        | 8. Nov. 2015                          |
| 43         | 5         | Hat der Ozean ein Bewusstsein?                                     | Does The Ocean Think?            | 18. Juni 2014        | 25. Okt. 2015                         |
| 44         | 6         | Kommt der große Zombieangriff?                                     | Is A Zombie Apocalypse Possible? | 25. Juni 2014        | 29. Nov. 2015                         |
| 45         | 7         | Ist Schwerkraft eine Täuschung?                                    | Is Gravity An Illusion?          | 2. Juli 2014         | 11. Okt. 2015                         |
| 46         | 8         | Werden wir allmächtig?                                             | Will We Become God?              | 9. Juli 2014         | 1. Nov. 2015                          |
| 47         | 9         | Gibt es ein Schattenuniversum?                                     | Is There A Shadow Universe?      | 16. Juli 2014        | 14. Nov. 2015                         |
| 48         | 10        | Wann begann die Zeit?                                              | When Did Time Begin?             | 23. Juli 2014        | 4. Okt. 2015                          |

## Staffel 6
Die Erstausstrahlung der sechsten Staffel war vom 29. April bis zum 3. Juni 2015 auf dem US-amerikanischen Sender Science Channel U.S. zu sehen. Die deutschsprachige Erstausstrahlung sendete der Pay-TV-Sender Discovery Channel vom 11. März bis zum 15. April 2016.
| Nr. (ges.) | Nr. (St.) | Deutscher Titel                   | Originaltitel             | Erstausstrahlung USA | Deutschsprachige Erstausstrahlung (D) |
| ---------- | --------- | --------------------------------- | ------------------------- | -------------------- | ------------------------------------- |
| 49         | 1         | Müssen wir in Stereotypen denken? | Are We All Bigots?        | 29. Apr. 2015        | 11. März 2016                         |
| 50         | 2         | Das Spiel mit der Zeit            | Can Time Go Backwards?    | 6. Mai 2015          | 8. Apr. 2016                          |
| 51         | 3         | Warum sind wir hier?              | Are We Here For A Reason? | 13. Mai 2015         | 15. Apr. 2016                         |
| 52         | 4         | Leben wir in der Matrix?          | Do We Live In The Matrix? | 20. Mai 2015         | 18. März 2016                         |
| 53         | 5         | Sind wir alle Aliens?             | Are Aliens Inside Us?     | 27. Mai 2015         | 25. März 2016                         |
| 54         | 6         | Warum lügen wir?                  | Why Do We Lie?            | 3. Juni 2015         | 1. Apr. 2016                          |

## Staffel 7
Die Erstausstrahlung der siebten Staffel war vom 30. August bis zum 20. September 2016 auf dem US-amerikanischen Sender Science Channel U.S. zu sehen. Die deutschsprachige Erstausstrahlung sendete der Pay-TV-Sender Discovery Channel vom 17. November 2017 bis zum 5. Januar 2018.
| Nr. (ges.) | Nr. (St.) | Deutscher Titel            | Originaltitel                  | Erstausstrahlung USA | Deutschsprachige Erstausstrahlung (D) |
| ---------- | --------- | -------------------------- | ------------------------------ | -------------------- | ------------------------------------- |
| 55         | 1         | Warum wird man Terrorist ? | What Makes A Terrorist?        | 30. Aug. 2016        | 5. Jan. 2018                          |
| 56         | 2         | Der große Bruder           | Is Privacy Dead?               | 6. Sep. 2016         | 17. Nov. 2017                         |
| 57         | 3         | Mann? Frau? Oder beides?   | Are There More Than Two Sexes? | 13. Sep. 2016        | 1. Dez. 2017                          |
| 58         | 4         | Jeder Mensch ist ein Genie | Can We All Become Geniuses?    | 20. Sep. 2016        | 15. Dez. 2017                         |

## Staffel 8
Die Erstausstrahlung der achten Staffel war vom 25. April bis zum 16. Mai 2017 auf dem US-amerikanischen Sender Science Channel U.S. zu sehen. Die deutschsprachige Erstausstrahlung sendete der Pay-TV-Sender Discovery Channel vom 24. November bis zum 29. Dezember 2017.
| Nr. (ges.) | Nr. (St.) | Deutscher Titel                   | Originaltitel           | Erstausstrahlung USA | Deutschsprachige Erstausstrahlung (D) |
| ---------- | --------- | --------------------------------- | ----------------------- | -------------------- | ------------------------------------- |
| 59         | 1         | Die verborgene Macht              | Is The Force With Us?   | 25. Apr. 2017        | 22. Dez. 2017                         |
| 60         | 2         | Das ewige Leben                   | Can We Cheat Death?     | 2. Mai 2017          | 24. Nov. 2017                         |
| 61         | 3         | Die Erde nimmt ihre Wunder zurück | Can We Hack The Planet? | 9. Mai 2017          | 29. Dez. 2017                         |
| 62         | 4         | Das Waffen-Virus                  | Is Gun Crime A Virus?   | 16. Mai 2017         | 8. Dez. 2017                          |